# Felix Baumgartner

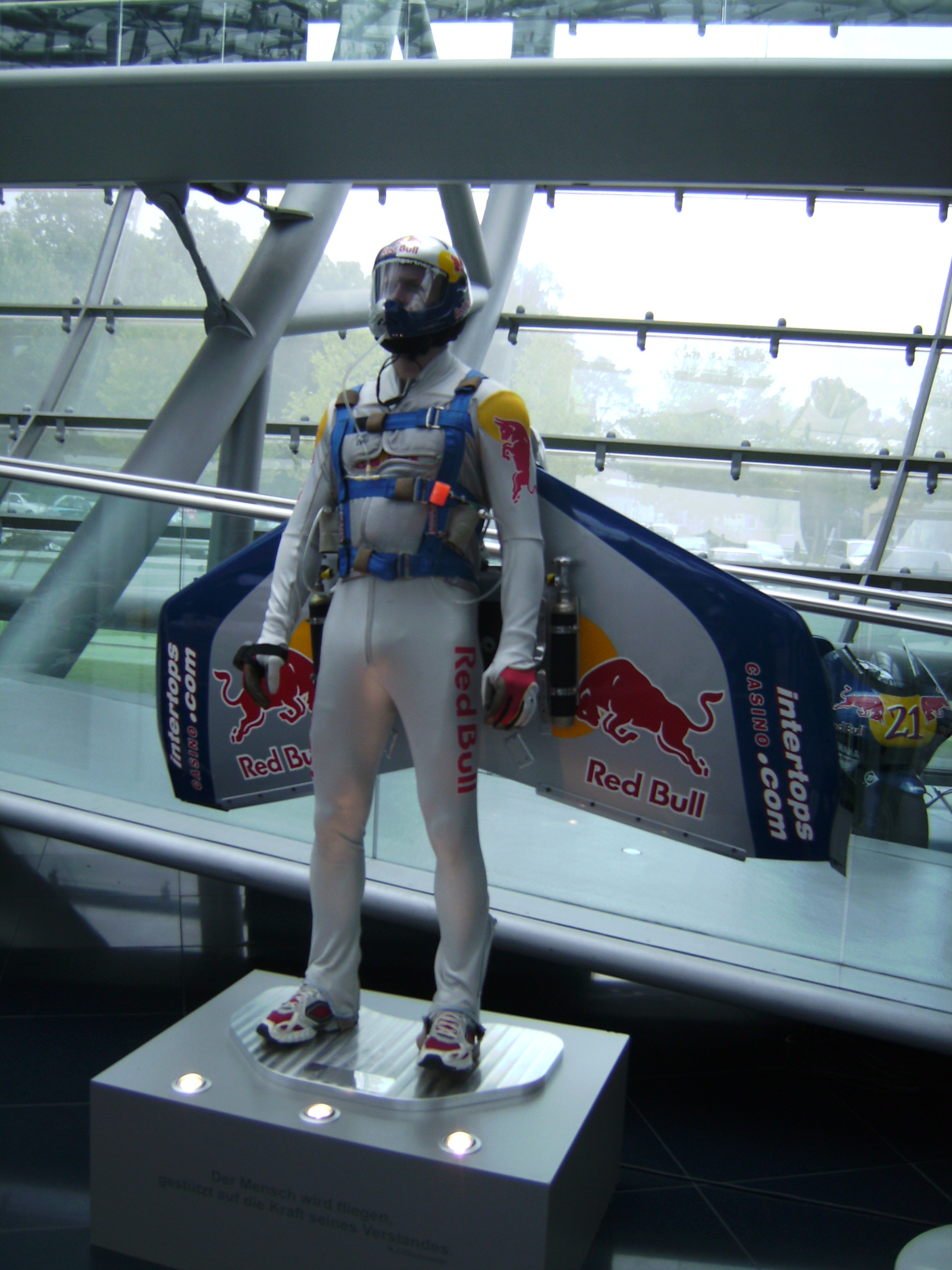
Costumul și aripa delta folosite de Felix Baumgartner în 2003 la traversarea Canalului Mânecii în cădere liberă

Felix Baumgartner (n. 20 aprilie 1969, Salzburg, Austria – d. 17 iulie 2025, Porto Sant'Elpidio, Marche, Italia) a fost un parașutist și BASE jumper austriac. El a fost renumit pentru natura deosebit de periculoasă a cascadoriilor pe care le-a efectuat pe parcursul carierei sale.
La BASE jumping, Felix Baumgartner a stabilit recordul de săritură de pe cea mai joasă construcție (de la doar 30 de metri, cu săritura de pe mâna Statuii lui Iisus Cristos Mântuitorul din Rio de Janeiro) și de două ori recordul de săritură de pe cea mai înaltă construcție (Turnurile Petronas, din Kuala Lumpur, Malaysia și turnul Taipei 101 din Taiwan).
În 2003, Felix Baumgartner a devenit primul om care a traversat Canalul Mânecii în cădere liberă, folosind o aripă delta fabricată din fibră de carbon atașată pe spate.
În iulie 2025, Felix Baumgartner s-a prăbușit în timpul unui zbor cu parapanta deasupra orașului Porto Sant'Elpidio, în estul Italiei (urmând să și moară). El s-a prăbușit în piscina resortului Le Mimose Family Camping Village.
Din primele informații, lui Baumgartner i s-a făcut rău în timpul zborului și nu a mai putut controla traiectoria. Ulterior, a lovit o femeie în timpul prăbușirii, iar aceasta din urmă se află și ea într-o stare gravă.

## Peste viteza sunetului
La data de 14 octombrie 2012, în cadrul proiectului Red Bull Stratos, inițiat în 2007 și sponsorizat de firma Red Bull, decolând de pe aeroportul bazei aeriene Walker din Roswell, statul New Mexico din SUA, a urcat cu un balon umplut cu heliu până în stratosferă, îmbarcat într-o nacelă etanșă, din care a sărit de la altitudinea de 39,045 m. În prima parte a coborârii în cădere liberă a depășit viteza sunetului, atingând 1342,8 km/h, cea mai mare viteză cu care s-a deplasat până la acea dată un om care nu se afla într-un vehicul.
După o cădere liberă de 4 minute și 19 secunde, Bumgartner a depășit cu 265 km/h viteza sunetului, cei 1342,8 km/h reprezentând o viteză de 1,25 Mach. De reținut că viteza sunetului variază în funcție de temperatură. Dacă la 20 °C viteza sunetului se situează la 1285 km/h, la temperaturile scăzute și aerul rarefiat de la altitudini cuprinse între 20 și 30 km, viteza sunetului este de circa 1078 km/h.
În cadrul pregătirilor pentru acest record, pe care Felix Baumgartner le-a început din 2009, în martie 2012 acesta a executat o săritură de încercare de la altitudinea de 21.800 m și a atins o viteză maximă de 587 km/h, iar în august a sărit de la altitudinea de 29.456 de metri și a atins viteza maximă de 864 km/h, înainte de a-și deschide parașuta.

## Aniversare
Recordul său a fost stabilit într-o zi aniversară: cu exact 65 de ani în urmă, la 14 octombrie 1947, pilotul Chuck Yeager a fost primul om care a depășit viteza sunetului, însă la bordul unui avion experimental, propulsat cu motoare-rachetă.